# لوس ۱۹۱۲۹
سیارک ۱۹۱۲۹ (به انگلیسی: 19129 Loos، نامگذاری:1988AL1) نوزده هزار و صد و بیست و نهمین سیارک کشف شده‌است که در ۱۰ ژانویه ۱۹۸۸ کشف شد.
قدر مطلق سیارک برابر ۲۳.۴ است.